# Jenny Böken

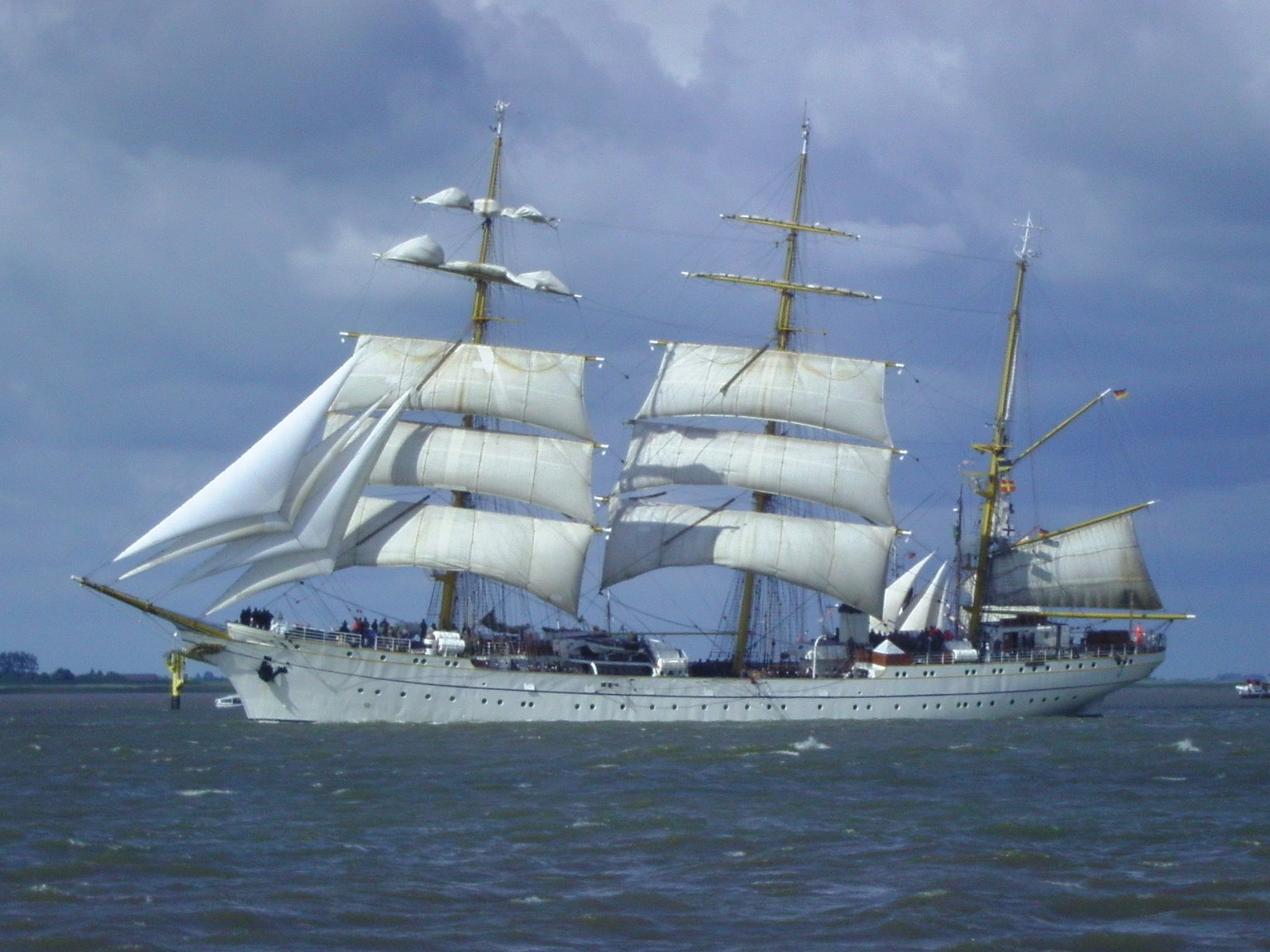
Segelschulschiff Gorch Fock

Jenny Böken (* 5. September 1989 in Langenfeld (Rheinland); † 4. September 2008 in der Nordsee vor Norderney) fand als Sanitätsoffizier-Anwärterin der Deutschen Marine auf ihrer ersten Fahrt mit dem Segelschulschiff Gorch Fock den Tod. Sie ging unter im Einzelnen ungeklärten Umständen gegen Mitternacht am 3./4. September 2008 über Bord; ihr Leichnam wurde elf Tage später vor Helgoland geborgen und am 24. September 2008 in Teveren beigesetzt.

## Leben
Jenny Böken wuchs mit ihren beiden Brüdern bei den Eltern in Teveren auf. Ende Juni 2008 bestand sie das Abitur an der Anita-Lichtenstein-Gesamtschule Geilenkirchen, deren stellvertretender Leiter ihr Vater war, bis er 2010 zum Leiter aufstieg. Anfang Juli 2008 fing sie als Zeitsoldatin bei der Marine an und absolvierte bis 15. August in Flensburg und Plön die Grundausbildung. Ab 16. August war sie auf der Gorch Fock, die am 28. August in Kiel auslief.

## Todesumstände
Am 3. September abends gehörte sie zur 30-köpfigen Segelwache des Schiffes. Sie war von 20 bis 24 Uhr als Posten Ausguck auf der Back eingeteilt. Dabei trug sie, wie auf Großseglern üblich, weder Rettungsweste noch Signallampe oder GPS-Sender. Jenny Böken ging über Bord, als das Schiff kurz vor Mitternacht bei Windstärke sieben etwa 12 sm (22 km) nördlich der Insel Norderney fuhr. Zeugen ihres Sturzes von Bord fanden sich nicht; nur ein Soldat gab an, er habe einen „Schatten“ ins Meer fallen gesehen. Der Wachoffizier gab Mann-über-Bord-Alarm. Eine Rettungsboje wurde ins Meer geworfen und das Schiff gestoppt. Nun drehte die Gorch Fock und fuhr in Richtung der Position des Mann-über-Bord-Alarms. Über Funk wurden Schiffe der Bundespolizei und der Deutschen Gesellschaft zur Rettung Schiffbrüchiger (DGzRS) alarmiert. Die beiden motorisierten Bereitschaftsboote fuhren im Kielwasser der Gorch Fock zur vermerkten Position. Hubschrauber der Bundeswehr und der niedersächsischen Polizei sowie Seefernaufklärungsflugzeuge der Bundeswehr suchten das Seegebiet ab. Elf Tage später, am 15. September 2008, wurde Jenny Bökens Leichnam von dem Forschungsschiff Walther Herwig III etwa 65 sm (120 km) nordwestlich von Helgoland geborgen und durch die Wasserschutzpolizei dem Institut für Rechtsmedizin Kiel zugeführt. Die genauen Positionsdaten der Bergung des Leichnams sind strittig, da sich laut Aussage des Vaters die Angaben der Marine von denen des Forschungsschiffs unterschieden.

## Strafrechtliche Ermittlungen und Rechtsverfahren
Die genauen Todesumstände Bökens sind ungeklärt. Allerdings gab es Hinweise auf gesundheitliche Einschränkungen. Der Vater Uwe Böken erklärte sich zuletzt jedoch überzeugt, „dass Jenny nicht lebend über Bord gegangen ist“, da sich laut Obduktionsbericht kein Wasser in ihrer Lunge befunden habe. Zuvor hatten die Eltern dem Schiffsarzt und dem Kommandanten vorgeworfen, das Überbordgehen ihrer Tochter fahrlässig dadurch herbeigeführt zu haben, dass der Arzt sie trotz ihrer gesundheitlichen Beeinträchtigungen nicht vollständig vom Dienst befreit und der Kommandant das wegen der Witterung und des Seegangs gebotene Anlegen einer Rettungsweste oder des Toppsgurtes nicht angeordnet hatte.
Die Staatsanwaltschaft Kiel sah jedoch mangels ausreichenden Verdachts von der Einleitung eines Ermittlungsverfahrens wegen fahrlässiger Tötung ab. Die Klageerzwingungsanträge der Eltern wurden am 12. Juni 2012 vom Schleswig-Holsteinischen Oberlandesgericht verworfen. Hinsichtlich des Arztes sei der Antrag unbegründet, weil für Bökens Überbordgehen neben gesundheitlichen Beeinträchtigungen auch zahlreiche andere Ursachen denkbar seien. Hinsichtlich des Kommandanten sei der Antrag unzulässig, weil die Tatsachen, welche die Erhebung der öffentlichen Klage begründen sollen, und die Beweismittel entgegen § 172 Abs. 3 Satz 1 StPO nicht in einer Weise vorgebracht worden seien, die dem Oberlandesgericht eine Schlüssigkeitsprüfung ohne Rückgriff auf die Ermittlungsakten ermögliche.
Die von den Eltern hinsichtlich des Arztes eingelegte Verfassungsbeschwerde wurde vom Bundesverfassungsgericht nicht zur Entscheidung angenommen. Ein hinreichender Tatverdacht sei nach gewissenhaft durchgeführten Ermittlungen von Staatsanwaltschaft, Generalstaatsanwaltschaft und Oberlandesgericht in verfassungsrechtlich nicht zu beanstandender Weise verneint worden. Die Entscheidung des Bundesverfassungsgerichts vom 6. Oktober 2014 im Fall Jenny Böken bildete die zweite der vier Entscheidungen des Bundesverfassungsgerichts aus den Jahren 2014 und 2015 zum Anspruch auf Strafverfolgung Dritter.
Zu Jenny Bökens zehntem Todestag am 4. September 2018 informierte die Familie über ihren Anwalt die Staatsanwaltschaft Kiel, dass sich ein Zeuge gemeldet und im August eine Versicherung an Eides statt abgegeben habe, von der man sich eine Wiederaufnahme der staatsanwaltschaftlichen Ermittlungen erhoffe. Der Zeuge, zum Todeszeitpunkt Bökens ebenfalls Soldat, gab an, kurz vor dem Vorfall eine flüchtige Beziehung zu Jenny Böken gehabt und nach dem Auffinden der Leiche von anderen Soldaten erfahren zu haben, sie sei erdrosselt worden. Der ehemalige Kamerad wurde daraufhin im April 2019 – nach einer zwischenzeitlichen Geschlechtsänderung jetzt als Zeugin – von der Staatsanwaltschaft Kiel vernommen und das Todesermittlungsverfahren im Juni wieder aufgenommen. Es wurde aber am 26. November 2019 erneut eingestellt. Die dagegen von den Eltern eingelegte Beschwerde wurde am 6. Juli 2020 von der Generalstaatsanwaltschaft „als unbegründet verworfen“.

## Versorgungsrechtliches Verfahren
Im Dezember 2013 verklagten die Eltern die Bundesrepublik vor dem Verwaltungsgericht Aachen auf 40.000 Euro Entschädigung nach § 63a Abs. 3 Nr. 2 Soldatenversorgungsgesetz. Diese Klage wurde am 22. Oktober 2014 abgewiesen.
Im Berufungsverfahren vor dem Oberverwaltungsgericht in Münster wurde nurmehr der vor dem 13. Dezember 2011 maßgebliche Betrag für Eltern von 20.000 Euro geltend gemacht. Die mündliche Verhandlung fand am 14. September 2016 statt. Die Eltern machten geltend, dass der Wachdienst ihrer Tochter angesichts der damaligen Witterungsbedingungen besonders lebensgefährlich gewesen sei, zumal man ihre Tochter nicht individuell gegen das Überbordfallen gesichert und sie auch nicht mit einer Rettungsweste ausgestattet habe. Die Reling auf der Back sei teilweise zu niedrig gewesen, außerdem hätte Jenny Böken aus Krankheitsgründen überhaupt keinen Dienst an Bord der Gorch Fock verrichten dürfen. Die Marine hielt dem entgegen, dass es nach ihren damaligen Vorgaben bei den zum Vorfallszeitpunkt herrschenden Witterungsbedingungen nicht erforderlich gewesen sei, Rettungswesten oder andere Sicherungsmittel zu tragen. Das Schiff habe bei geringen Eigenbewegungen relativ ruhig im Wasser gelegen, gesundheitsbedingte Hindernisse hätten nicht vorgelegen. Das Berufungsgericht wies die Berufung zurück und ließ keine Revision zu. Eine Nichtzulassungsbeschwerde beim Bundesverwaltungsgericht legten die Eltern nicht ein.

## Gedenkplakette
Am 5. September 2014 brachte die Bundeswehr eine Gedenkplakette am Grab von Jenny Böken an.

## Jenny-Böken-Stiftung
Jenny Bökens Mutter Marlis gründete ein Jahr nach dem Vorfall vom September 2008 die Jenny-Böken-Stiftung, die das erklärte Ziel hat, sich um in Not geratene Familien von getöteten und gefallenen Soldaten zu kümmern sowie Soldaten zu unterstützen, die infolge ihres Dienstes dienstunfähig geworden sind.

## Verfilmung
Der Fernsehfilm Tod einer Kadettin des Regisseurs Raymond Ley, der am 5. April 2017 im Ersten gezeigt wurde, basiert auf dem Fall der Jenny Böken. Unmittelbar im Anschluss daran wurde die halbstündige Dokumentation Der Fall Gorch Fock zu demselben Thema gesendet.